# Idar
Idar là một thành phố và khu đô thị của quận Sabar Kantha thuộc bang Gujarat, Ấn Độ.

## Địa lý
Idar có vị trí 23°50′B 73°00′Đ / 23,83°B 73°Đ Nó có độ cao trung bình là 195 mét (639 feet).

## Nhân khẩu
Theo điều tra dân số năm 2001 của Ấn Độ, Idar có dân số 29.567 người. Phái nam chiếm 52% tổng số dân và phái nữ chiếm 48%. Idar có tỷ lệ 68% biết đọc biết viết, cao hơn tỷ lệ trung bình toàn quốc là 59,5%: tỷ lệ cho phái nam là 75%, và tỷ lệ cho phái nữ là 61%. Tại Idar, 13% dân số nhỏ hơn 6 tuổi.